# Акінфєєв Ігор Володимирович
Ігор Володимирович Акінфєєв (рос. Игорь Владимирович Акинфеев, нар. 8 квітня 1986, Відноє, Московська область) — російський футболіст, воротар клубу ЦСКА (Москва) та  національної збірної Росії. Заслужений майстер спорту Росії (2018).
Шестиразовий чемпіон Росії. Шестиразовий володар Кубка Росії. Володар Кубка УЄФА, бронзовий призер чемпіонату Європи 2008 року.
Очолює клуб Льва Яшина і входить в клуб Ігоря Нетто. Займає 15-е місце в списку найкращих воротарів XXI століття за версією IFFHS.
З 15 квітня 2023 року перебуває під санкціями РНБО, строком на п'ятдесят років, за антиукраїнську діяльність.

## Життєпис

### Клубна кар'єра
Народився 8 квітня 1986 року в місті Відноє Московської області. Вихованець футбольної школи клубу ЦСКА (Москва). Місце в воротах Акінфєєв зайняв на другому тренуванні. Першим тренером молодого футболіста став Дезидерій Федорович Ковач. Дорослу футбольну кар'єру розпочав 2002 року в основній команді того ж клубу, кольори якої захищає і досі. З 2004 року — основний голкіпер московських «армійців». У складі команди 6 разів вигравав національний чемпіонат Росії.
Відзначається досить високою надійністю, пропускаючи в іграх чемпіонату в середньому менше одного голу за матч.

## Виступи за збірну
28 квітня 2004 року у віці 18 років 20 днів дебютував в офіційних матчах у складі національної збірної Росії в гостях з Норвегією (2:3). 10 серпня 2011 року в грі проти збірної Сербії Ігор провів 50-й матч за збірну, вступивши в Клуб Ігоря Нетто. У цьому матчі воротар відстояв на «нуль», а його збірна виграла з рахунком 1:0. Наразі провів у формі головної команди країни 91 матч, пропустивши 70 голи.
У складі збірної був учасником чемпіонату Європи 2004 року у Португалії, чемпіонату Європи 2008 року в Австрії та Швейцарії.
Травма в матчі проти «Спартака» не дозволила йому продовжити виступи за збірну в 2011 році. У решти відбіркових матчах його замінив В'ячеслав Малафєєв. Акінфєєв встиг відновитися до Євро-2012 і наприкінці травня 2012 року був включений до заявки росіян на фінальну частину чемпіонату Європи 2012 року, проте на полі не з'являвся.
А вже на чемпіонаті світу 2014 року і Євро-2016 був основним голкіпером збірної, відігравши в усіх її матчах на турнірах, які в обох випадках завершилися невиходом з групи. Наприкінці 2016 року став капітаном.
На початку червня 2018 року також у статусі капітана команди був включений до заявки збірної Росії на домашній для неї тогорічний чемпіонат світу.

### Рекорди в кар'єрі
- Воротар, швидше за всіх зіграв 100 сухих офіційних матчів за кар'єру в історії вітчизняного футболу (100-й сухий матч був зіграний Акінфеєвим 3 серпня 2008, коли ЦСКА зіграв з «Крильями Совєтов» внічию 0:0, а Ігорю було 22 роки 117 днів).
- Наймолодший голкіпер в історії вітчизняного футболу, який зіграв 200 сухих матчів (27 років і 357 днів).
- Рекордсмен за кількістю сухих матчів у складі радянських / російських клубів в єврокубках - 28 з 85 (38,4%) (на 15 квітня 2015 року). Встановив це досягнення в 24 роки, випередивши голкіпера київського «Динамо» Євгена Рудакова (25 зустрічей).
- Рекордсмен за кількістю офіційних сухих матчів за різні російські команди - 191 проти 176 у В'ячеслава Малафєєва (на кінець 2015 року).
- Рекордсмен за кількістю сухих матчів у чемпіонаті Росії - 143 (на кінець 2015 року). 29 листопада 2014 року в 15 турі чемпіонату країни в грі проти ФК «Уфа» (5:0) зіграв свій 130 сухий матч у чемпіонаті, обійшовши Сергія Овчинникова (129).
- Гравець, який зіграв найбільшу кількість ігор за ЦСКА. У 2015 році вийшов на перше місце в списку «гвардійців», випередивши В. Г. Федотова.
- Рекордсмен клубу за кількістю ігор поспіль в чемпіонаті, в яких не пропускав м'ячі у других таймах - 12 ігор поспіль.
- Рекордсмен чемпіонату Росії за кількістю ігор за одну команду - 350 (ЦСКА).
- Наймолодший воротар, який дебютував у складі збірної СРСР/Росії, - 28 квітня 2004 року в гостях з Норвегією (2:3) у віці 18 років 20 днів.
- Володар найтривалішої сухої серії в історії збірних СРСР і Росії завдовжки в 761 хвилину (9 матчів сухих ігор поспіль). Колишній рекорд належав В'ячеславу Малафєєву і становив 653 хвилини.
- Рекордсмен за кількістю матчів за збірну Росії серед воротарів (85) (на кінець 2015 року).
- Рекордсмен за кількістю сухих матчів в історії збірної Росії - 42 з 85 (49,4%) (на кінець 2015 року).

### Антирекорд в Лізі чемпіонів
1 листопада 2006 року в матчі групового етапу Ліги чемпіонів проти "Арсеналу" з Лондону Акінфєєв останній раз грав "всуху". Потім, протягом наступних 42 матчів з його участю (станом на 22 листопада 2016 року) не покидав поля без пропущеного гола в матчах Ліги чемпіонів. Рекордсменом став 2 жовтня 2013 року, коли пропустив в 17-му матчі Ліги чемпіонів поспіль під час зустрічі з "Вікторією" з Пльзені.
Ось всі пропущені голи в Лізі чемпіонів:
| №     | Дата матчу | Місцезнаходження | Результат | Суперник          | Пропущені голи | Коментарі                             |
| ----- | ---------- | ---------------- | --------- | ----------------- | -------------- | ------------------------------------- |
| 1     | 21.11.2006 | Вдома            | 0 - 2     | Порту             | 2              |                                       |
| 2     | 06.12.2006 | В гостях         | 2 - 3     | Гамбург           | 3              |                                       |
| 3     | 07.11.2007 | В гостях         | 2 - 4     | Інтер             | 4              |                                       |
| 4     | 27.11.2007 | Вдома            | 0 - 1     | ПСВ               | 1              |                                       |
| 5     | 12.12.2007 | В гостях         | 1 - 3     | Фенербахче        | 3              |                                       |
| 6     | 15.09.2009 | В гостях         | 1 - 3     | Вольфсбург        | 3              |                                       |
| 7     | 30.09.2009 | Вдома            | 2 - 1     | Бешикташ          | 1              |                                       |
| 8     | 21.10.2009 | Вдома            | 0 - 1     | Манчестер Юнайтед | 1              |                                       |
| 9     | 03.11.2009 | В гостях         | 3 - 3     | Манчестер Юнайтед | 3              |                                       |
| 10    | 25.11.2009 | Вдома            | 2 - 1     | Вольфсбург        | 1              |                                       |
| 11    | 08.12.2009 | В гостях         | 2 - 1     | Бешикташ          | 1              |                                       |
| 12    | 24.02.2010 | Вдома            | 1 - 1     | Севілья           | 1              |                                       |
| 13    | 16.03.2010 | В гостях         | 2 - 1     | Севілья           | 1              |                                       |
| 14    | 31.03.2010 | В гостях         | 0 - 1     | Інтер             | 1              |                                       |
| 15    | 06.04.2010 | Вдома            | 0 - 1     | Інтер             | 1              |                                       |
| - *   | 22.11.2011 | Вдома            | 0 - 2     | Лілль             | 2              | початок серії ЦСКА з пропущеним голом |
| - *   | 07.12.2011 | В гостях         | 2 - 1     | Інтер             | 1              | 2 матч ЦСКА з пропущеним голом        |
| - *   | 21.02.2012 | Вдома            | 1 - 1     | Реал              | 1              | 3 матч ЦСКА з пропущеним голом        |
| - *   | 14.03.2012 | В гостях         | 1 - 4     | Реал              | 4              | 4 матч ЦСКА з пропущеним голом        |
| 16    | 17.09.2013 | В гостях         | 0 - 3     | Баварія           | 3              | 5 матч ЦСКА з пропущеним голом        |
| 17    | 02.10.2013 | Вдома            | 3 - 2     | Вікторія Плзень   | 2              | 6 матч ЦСКА з пропущеним голом        |
| 18    | 23.10.2013 | Вдома            | 1 - 2     | Манчестер Сіті    | 2              | 7 матч ЦСКА з пропущеним голом        |
| 19    | 05.11.2013 | В гостях         | 2 - 5     | Манчестер Сіті    | 5              | 8 матч ЦСКА з пропущеним голом        |
| 20    | 27.11.2013 | Вдома            | 1 - 3     | Баварія           | 3              | 9 матч ЦСКА з пропущеним голом        |
| 21    | 10.12.2013 | В гостях         | 1 - 2     | Вікторія Плзень   | 2              | 10 матч ЦСКА з пропущеним голом       |
| 22    | 17.09.2014 | В гостях         | 1 - 5     | Рома              | 5              | 11 матч ЦСКА з пропущеним голом       |
| 23    | 30.09.2014 | Вдома            | 0 - 1     | Баварія           | 1              | 12 матч ЦСКА з пропущеним голом       |
| 24    | 21.10.2014 | Вдома            | 2 - 2     | Манчестер Сіті    | 2              | 13 матч ЦСКА з пропущеним голом       |
| 25    | 05.11.2014 | В гостях         | 2 - 1     | Манчестер Сіті    | 1              | 14 матч ЦСКА з пропущеним голом       |
| 26    | 25.11.2014 | Вдома            | 1 - 1     | Рома              | 1              | 15 матч ЦСКА з пропущеним голом       |
| 27    | 10.12.2014 | В гостях         | 0 - 3     | Баварія           | 3              | 16 матч ЦСКА з пропущеним голом       |
| 28    | 28.07.2015 | Вдома            | 2 - 2     | Спарта Прага      | 2              | 17 матч ЦСКА з пропущеним голом       |
| 29    | 05.08.2015 | В гостях         | 3 - 2     | Спарта Прага      | 2              | 18 матч ЦСКА з пропущеним голом       |
| 30    | 18.08.2015 | В гостях         | 1 - 2     | Спортинг Лісабон  | 2              | 19 матч ЦСКА з пропущеним голом       |
| 31    | 26.08.2015 | Вдома            | 3 - 1     | Спортинг Лісабон  | 1              | 20 матч ЦСКА з пропущеним голом       |
| 32    | 15.09.2015 | В гостях         | 0 - 1     | Вольфсбург        | 1              | 21 матч ЦСКА з пропущеним голом       |
| 33    | 30.09.2015 | Вдома            | 3 - 2     | ПСВ               | 2              | 22 матч ЦСКА з пропущеним голом       |
| 34    | 21.10.2015 | Вдома            | 1 - 1     | Манчестер Юнайтед | 1              | 23 матч ЦСКА з пропущеним голом       |
| 35    | 03.11.2015 | В гостях         | 0 - 1     | Манчестер Юнайтед | 1              | 24 матч ЦСКА з пропущеним голом       |
| 36    | 25.11.2015 | Вдома            | 0 - 2     | Вольфсбург        | 2              | 25 матч ЦСКА з пропущеним голом       |
| 37    | 08.12.2015 | В гостях         | 1 - 2     | ПСВ               | 2              | 26 матч ЦСКА з пропущеним голом       |
| 38    | 14.09.2016 | В гостях         | 2 - 2     | Байєр             | 2              | 27 матч ЦСКА з пропущеним голом       |
| 39    | 27.09.2016 | Вдома            | 0 - 1     | Тоттенхем Хотспур | 1              | 28 матч ЦСКА з пропущеним голом       |
| 40    | 18.10.2016 | Вдома            | 1 - 1     | Монако            | 1              | 29 матч ЦСКА з пропущеним голом       |
| 41    | 02.11.2016 | В гостях         | 0 - 3     | Монако            | 3              | 30 матч ЦСКА з пропущеним голом       |
| 42    | 22.11.2016 | Вдома            | 1 - 1     | Байєр             | 1              | 31 матч ЦСКА з пропущеним голом       |
| 43    | 07.12.2016 | В гостях         | 1 - 3     | Тоттенхем Хотспур | 3              | 32 матч ЦСКА з пропущеним голом       |
| Разом | Разом      | Разом            | Разом     | Разом             | 86             |                                       |

- *  Акінфєєв не стояв у воротах.

| Дата       | Місто                   | Господарі          | Результат  | Гості             | Турнір                | Голи | Примітки |
| ---------- | ----------------------- | ------------------ | ---------- | ----------------- | --------------------- | ---- | -------- |
| 28-4-2004  | Осло                    | Норвегія           | 3 – 2      | Росія             | товариський матч      | -3   |          |
| 30-3-2005  | Таллінн                 | Естонія            | 1 – 1      | Росія             | Відбір до ЧС 2006     | -1   |          |
| 4-6-2005   | Санкт-Петербург         | Росія              | 2 – 0      | Латвія            | Відбір до ЧС 2006     | -    |          |
| 17-8-2005  | Рига                    | Латвія             | 1 – 1      | Росія             | Відбір до ЧС 2006     | -1   |          |
| 3-9-2005   | Москва                  | Росія              | 2 – 0      | Ліхтенштейн       | Відбір до ЧС 2006     | -    |          |
| 7-9-2005   | Москва                  | Росія              | 0 – 0      | Португалія        | Відбір до ЧС 2006     | -    |          |
| 8-10-2005  | Москва                  | Росія              | 5 – 1      | Люксембург        | Відбір до ЧС 2006     | -1   |          |
| 12-10-2005 | Братислава              | Словенія           | 0 – 0      | Росія             | Відбір до ЧС 2006     | -    |          |
| 1-3-2006   | Москва                  | Росія              | 0 – 1      | Бразилія          | товариський матч      | -1   |          |
| 27-5-2006  | Альбасете               | Іспанія            | 0 – 0      | Росія             | товариський матч      | -    |          |
| 16-8-2006  | Буенос-Айрес            | Аргентина          | 2 – 1      | Росія             | товариський матч      | -2   |          |
| 6-9-2006   | Москва                  | Росія              | 0 – 0      | Хорватія          | Відбір до ЧЄ 2008     | -    |          |
| 7-10-2006  | Москва                  | Росія              | 1 – 1      | Ізраїль           | Відбір до ЧЄ 2008     | -1   |          |
| 11-10-2006 | Санкт-Петербург         | Росія              | 2 – 0      | Польща            | Відбір до ЧЄ 2008     | -    |          |
| 15-11-2006 | Скоп'є                  | Північна Македонія | 0 – 2      | Росія             | Відбір до ЧЄ 2008     | -    |          |
| 7-2-2007   | Амстердам               | Нідерланди         | 4 – 1      | Росія             | товариський матч      | -4   |          |
| 24-3-2007  | Таллінн                 | Естонія            | 0 – 2      | Росія             | Відбір до ЧЄ 2008     | -    |          |
| 26-3-2008  | Бухарест                | Румунія            | 3 – 0      | Росія             | товариський матч      | -3   |          |
| 23-5-2008  | Москва                  | Росія              | 6 – 0      | Казахстан         | товариський матч      | -    |          |
| 28-5-2008  | Бурггаузен (Альтеттінг) | Сербія             | 1 – 2      | Росія             | товариський матч      | -1   |          |
| 10-6-2008  | Інсбрук                 | Іспанія            | 4 – 1      | Росія             | ЧЄ 2008 - 1-й етап    | -4   |          |
| 14-6-2008  | Зальцбург               | Греція             | 0 – 1      | Росія             | ЧЄ 2008 - 1-й етап    | -    |          |
| 18-6-2008  | Інсбрук                 | Росія              | 2 – 0      | Швеція            | ЧЄ 2008 - 1-й етап    | -    |          |
| 21-6-2008  | Базель                  | Нідерланди         | 1 – 3 д.ч. | Росія             | ЧЄ 2008 - чвертьфінал | -1   |          |
| 26-6-2008  | Відень                  | Росія              | 0 – 3      | Іспанія           | ЧЄ 2008 - півфінал    | -3   |          |
| 20-8-2008  | Москва                  | Росія              | 1 – 1      | Нідерланди        | товариський матч      | -1   |          |
| 10-9-2008  | Москва                  | Росія              | 2 – 1      | Уельс             | Відбір до ЧС 2010     | -1   |          |
| 11-10-2008 | Дортмунд                | Німеччина          | 2 – 1      | Росія             | Відбір до ЧС 2010     | -2   |          |
| 15-10-2008 | Москва                  | Росія              | 3 – 0      | Фінляндія         | Відбір до ЧС 2010     | -    |          |
| 28-3-2009  | Москва                  | Росія              | 2 – 0      | Азербайджан       | Відбір до ЧС 2010     | -    |          |
| 1-4-2009   | Вадуц                   | Ліхтенштейн        | 0 – 1      | Росія             | Відбір до ЧС 2010     | -    |          |
| 10-6-2009  | Гельсінкі               | Фінляндія          | 0 – 3      | Росія             | Відбір до ЧС 2010     | -    |          |
| 12-8-2009  | Москва                  | Росія              | 2 – 3      | Аргентина         | товариський матч      | -3   |          |
| 5-9-2009   | Санкт-Петербург         | Росія              | 3 – 0      | Ліхтенштейн       | Відбір до ЧС 2010     | -    |          |
| 9-9-2009   | Кардіфф                 | Уельс              | 1 – 3      | Росія             | Відбір до ЧС 2010     | -1   |          |
| 10-10-2009 | Москва                  | Росія              | 0 – 1      | Німеччина         | Відбір до ЧС 2010     | -1   |          |
| 14-10-2009 | Баку                    | Азербайджан        | 1 – 1      | Росія             | Відбір до ЧС 2010     | -1   |          |
| 14-11-2009 | Москва                  | Росія              | 2 – 1      | Словенія          | Відбір до ЧС 2010     | -1   |          |
| 18-11-2009 | Марибор                 | Словенія           | 1 – 0      | Росія             | Відбір до ЧС 2010     | -1   |          |
| 3-3-2010   | Дьєр                    | Угорщина           | 1 – 1      | Росія             | товариський матч      | -1   | 44' 46'  |
| 11-8-2010  | Санкт-Петербург         | Росія              | 1 – 0      | Болгарія          | товариський матч      | -    |          |
| 3-9-2010   | Андорра-ла-Велья        | Андорра            | 0 – 2      | Росія             | Відбір до ЧЄ 2012     | -    |          |
| 7-9-2010   | Москва                  | Росія              | 0 – 1      | Словаччина        | Відбір до ЧЄ 2012     | -1   |          |
| 8-10-2010  | Дублін                  | Ірландія           | 2 – 3      | Росія             | Відбір до ЧЄ 2012     | -2   |          |
| 12-10-2010 | Скоп'є                  | Північна Македонія | 0 – 1      | Росія             | Відбір до ЧЄ 2012     | -    |          |
| 17-11-2010 | Єреван                  | Росія              | 0 – 2      | Бельгія           | товариський матч      | -2   |          |
| 9-2-2011   | Абу-Дабі                | Іран               | 1 – 0      | Росія             | товариський матч      | -1   |          |
| 26-3-2011  | Єреван                  | Вірменія           | 0 – 0      | Росія             | Відбір до ЧЄ 2012     | -    |          |
| 4-6-2011   | Санкт-Петербург         | Росія              | 3 – 1      | Вірменія          | Відбір до ЧЄ 2012     | -1   |          |
| 10-8-2011  | Москва                  | Росія              | 1 – 0      | Сербія            | товариський матч      | -    |          |
| 29-5-2012  | Ньйон                   | Литва              | 0 – 0      | Росія             | товариський матч      | -    |          |
| 1-6-2012   | Цюрих                   | Італія             | 0 – 3      | Росія             | товариський матч      | -    | 46'      |
| 15-8-2012  | Москва                  | Росія              | 1 – 1      | Кот-д'Івуар       | товариський матч      | -    | 59'      |
| 7-9-2012   | Москва                  | Росія              | 2 – 0      | Північна Ірландія | Відбір до ЧС 2014     | -    |          |
| 11-9-2012  | Рамат-Ган               | Ізраїль            | 0 – 4      | Росія             | Відбір до ЧС 2014     | -    |          |
| 12-10-2012 | Москва                  | Росія              | 1 – 0      | Португалія        | Відбір до ЧС 2014     | -    |          |
| 16-10-2012 | Москва                  | Росія              | 1 – 0      | Азербайджан       | Відбір до ЧС 2014     | -    |          |
| 6-2-2013   | Марбелья                | Ісландія           | 0 – 2      | Росія             | товариський матч      | -    | 46'      |
| 7-6-2013   | Лісабон                 | Португалія         | 1 – 0      | Росія             | Відбір до ЧС 2014     | -1   |          |
| 14-8-2013  | Белфаст                 | Північна Ірландія  | 1 – 0      | Росія             | Відбір до ЧС 2014     | -1   |          |
| 6-9-2013   | Казань                  | Росія              | 4 – 1      | Люксембург        | Відбір до ЧС 2014     | -1   |          |
| 10-9-2013  | Москва                  | Росія              | 3 – 1      | Ізраїль           | Відбір до ЧС 2014     | -1   |          |
| 11-10-2013 | Люксембург              | Люксембург         | 0 – 4      | Росія             | Відбір до ЧС 2014     | -    |          |
| 15-10-2013 | Баку                    | Азербайджан        | 1 – 1      | Росія             | Відбір до ЧС 2014     | -1   |          |
| 15-11-2013 | Дубай (місто)           | Росія              | 1 – 1      | Сербія            | товариський матч      | -1   |          |
| 5-3-2014   | Краснодар               | Росія              | 2 – 0      | Вірменія          | товариський матч      | -    |          |
| 26-5-2014  | Санкт-Петербург         | Росія              | 1 – 0      | Угорщина          | товариський матч      | -    | 74'      |
| 31-5-2014  | Осло                    | Норвегія           | 1 – 1      | Росія             | товариський матч      | -1   |          |
| 6-6-2014   | Москва                  | Росія              | 2 – 0      | Марокко           | товариський матч      | -    | 46'      |
| 17-6-2014  | Куяба                   | Росія              | 1 – 1      | Південна Корея    | ЧС 2014 - 1-й етап    | -1   |          |
| 22-6-2014  | Ріо-де-Жанейро          | Бельгія            | 1 – 0      | Росія             | ЧС 2014 - 1-й етап    | -1   |          |
| 26-6-2014  | Куритиба                | Алжир              | 1 – 1      | Росія             | ЧС 2014 - 1-й етап    | -1   |          |
| 3-9-2014   | Хімки                   | Росія              | 4 – 0      | Азербайджан       | товариський матч      | -    | 46'      |
| 8-9-2014   | Хімки                   | Росія              | 4 – 0      | Ліхтенштейн       | Відбір до ЧЄ 2016     | -    | 72'      |
| 9-10-2014  | Стокгольм               | Швеція             | 1 – 1      | Росія             | Відбір до ЧЄ 2016     | -1   |          |
| 12-10-2014 | Москва                  | Росія              | 1 – 1      | Молдова           | Відбір до ЧЄ 2016     | -1   |          |
| 15-11-2014 | Відень                  | Австрія            | 1 – 0      | Росія             | Відбір до ЧЄ 2016     | -1   |          |
| 27-3-2015  | Подгориця               | Чорногорія         | 0 – 3      | Росія             | Відбір до ЧЄ 2016     | -    | 2'       |
| 7-6-2015   | Антверпен               | Росія              | 4 – 2      | Бельгія           | товариський матч      | -2   |          |
| 14-6-2015  | Москва                  | Росія              | 0 – 1      | Австрія           | Відбір до ЧЄ 2016     | -1   |          |
| 5-9-2015   | Москва                  | Росія              | 1 – 0      | Швеція            | Відбір до ЧЄ 2016     | -    |          |
| 8-9-2015   | Вадуц                   | Ліхтенштейн        | 0 – 7      | Росія             | Відбір до ЧЄ 2016     | -    |          |
| 9-10-2015  | Кишинів                 | Молдова            | 1 – 2      | Росія             | Відбір до ЧЄ 2016     | -1   |          |
| 12-10-2015 | Москва                  | Росія              | 2 – 0      | Чорногорія        | Відбір до ЧЄ 2016     | -    |          |
| 14-11-2015 | Краснодар               | Росія              | 1 – 0      | Португалія        | товариський матч      | -    |          |
| 29-3-2016  | Сен-Дені                | Франція            | 4 – 2      | Росія             | товариський матч      | -2   | 46'      |
| 5-6-2016   | Монако                  | Сербія             | 1 – 1      | Росія             | товариський матч      | -1   |          |
| 11-6-2016  | Марсель                 | Англія             | 1 – 1      | Росія             | ЧЄ 2016 - 1-й етап    | -1   |          |
| 15-6-2016  | Вільнев-д'Аск           | Росія              | 1 – 2      | Словаччина        | ЧЄ 2016 - 1-й етап    | -2   |          |
| 20-6-2016  | Тулуза                  | Росія              | 0 – 3      | Уельс             | ЧЄ 2016 - 1-й етап    | -3   |          |
| 31-8-2016  | Анталья                 | Туреччина          | 0 – 0      | Росія             | товариський матч      | -    |          |
| 6-9-2016   | Москва                  | Росія              | 1 – 0      | Гана              | товариський матч      | -    |          |
| 10-11-2016 | Доха                    | Катар              | 2 – 1      | Росія             | товариський матч      | -1   | кап. 58' |
| 15-11-2016 | Грозний                 | Росія              | 1 – 0      | Румунія           | товариський матч      | -    | кап.     |
| 24-3-2017  | Краснодар               | Росія              | 0 – 2      | Кот-д'Івуар       | товариський матч      | -2   | кап.     |
| 28-3-2017  | Сочі                    | Росія              | 3 – 3      | Бельгія           | товариський матч      | -3   | кап.     |
| 5-6-2017   | Будапешт                | Угорщина           | 0 – 3      | Росія             | товариський матч      | -    | кап.     |
| 9-6-2017   | Москва                  | Росія              | 1 – 1      | Чилі              | товариський матч      | -1   | кап.     |
| 17-6-2017  | Санкт-Петербург         | Росія              | 2 – 0      | Нова Зеландія     | Кубок Конфедерацій    | -    | кап.     |
| 21-6-2017  | Москва                  | Росія              | 0 – 1      | Португалія        | Кубок Конфедерацій    | -1   | кап.     |
| 24-6-2017  | Казань                  | Росія              | 1 – 2      | Мексика           | Кубок Конфедерацій    | -2   | кап.     |
| 7-10-2017  | Москва                  | Росія              | 4 – 2      | Південна Корея    | товариський матч      | -2   | кап.     |
| 11-11-2017 | Москва                  | Росія              | 0 – 1      | Аргентина         | товариський матч      | -1   | кап.     |
| 23-3-2018  | Москва                  | Росія              | 0 – 3      | Бразилія          | товариський матч      | -3   | кап.     |
| 30-5-2018  | Інсбрук                 | Австрія            | 1 – 0      | Росія             | товариський матч      | -1   | кап.     |
| Усього     |                         | Матчів (4 місце)   | 105        |                   | Голів                 | -88  |          |

### Титули і досягнення
- Чемпіон Росії (6):

ЦСКА (Москва):  2003, 2005, 2006, 2012–13, 2013–14, 2015–16
- Володар Кубка Росії (8):

ЦСКА (Москва):  2004–05, 2005–06, 2007–08, 2008–09, 2010–11, 2012–13, 2022–23, 2024–25
- Володар Суперкубка Росії (8):

ЦСКА (Москва): 2004, 2006, 2007, 2009, 2013, 2014, 2018, 2025
- Володар Кубка УЄФА (1):

ЦСКА (Москва):  2004–05